# جلاد (فیلم ۱۳۴۴)
جلاد فیلمی به کارگردانی آرماییس آقامالیان و نویسندگی احمد نجیب زاده محصول سال ۱۳۴۴ است.

## خلاصه داستان
احمد، موسوم به جلاد، در مسابقهٔ کشتی کج موجب مرگ دوستش سهراب می‌شود...

## بازیگران
- رضا بیک ایمانوردی
- سارا
- جمشید مهرداد
- محسن آراسته
- عباس مهردادیان
- رحیم فیروزی
- مینو شفیع
- مهین شفیع
- منصور سپهرنیا
- صمد صباحی
- سیمین غفاری
- یدالله محمدی‌نژاد
- بهروز
- اکبر
- احمد اسدیان
- مرتضی
- تبریزی